# جوليا مونتغمري ستريت
جوليا مونتغمري ستريت (بالإنجليزية: Julia Montgomery Street)‏ (19 يناير 1898 - 1993)؛ كاتِبة مُتخصِّصة في أدب الأطفال، شاعرة وروائية أمريكية. درست في جامعة ولاية كارولينا الشمالية في تشابل هيل.